# Tow Hill
Tow Hill är en kulle i Kanada.   Den ligger i North Coast Regional District och provinsen British Columbia, i den sydvästra delen av landet, 4 000 km väster om huvudstaden Ottawa. Toppen på Tow Hill är 129 meter över havet, eller 114 meter över den omgivande terrängen. Bredden vid basen är 3,4 km.
Terrängen runt Tow Hill är platt. Havet är nära Tow Hill åt nordväst. Trakten runt Tow Hill är nära nog obefolkad, med mindre än två invånare per kvadratkilometer.. Det finns inga samhällen i närheten. 
I omgivningarna runt Tow Hill växer i huvudsak blandskog.